# Americká Samoa na zimních olympijských hrách
Americká Samoa na zimních olympijských hrách startuje od roku 1994. Toto je přehled účastí, medailového zisku a vlajkonošů na dané sportovní události.

## Účast na Zimních olympijských hrách
| Dějiště ZOH            | ZOH      | Vlajkonoš          | Zlatá medaile | Stříbrná medaile | Bronzová medaile | Celkem |
| ---------------------- | -------- | ------------------ | ------------- | ---------------- | ---------------- | ------ |
| 1994 Lillehammer       | ZOH 1994 | Faauuga Muagututia |               |                  |                  | 0      |
| 2022 Peking            | ZOH 2022 | Nathan Crumpton    |               |                  |                  | 0      |
| 2026 Milán             | ZOH 2026 |                    |               |                  |                  |        |
| Celkem                 | 2        |                    | 0             | 0                | 0                | 0      |
| Zdroj na Olympedia.org |          |                    |               |                  |                  |        |